# Friedensengel-Brunnen

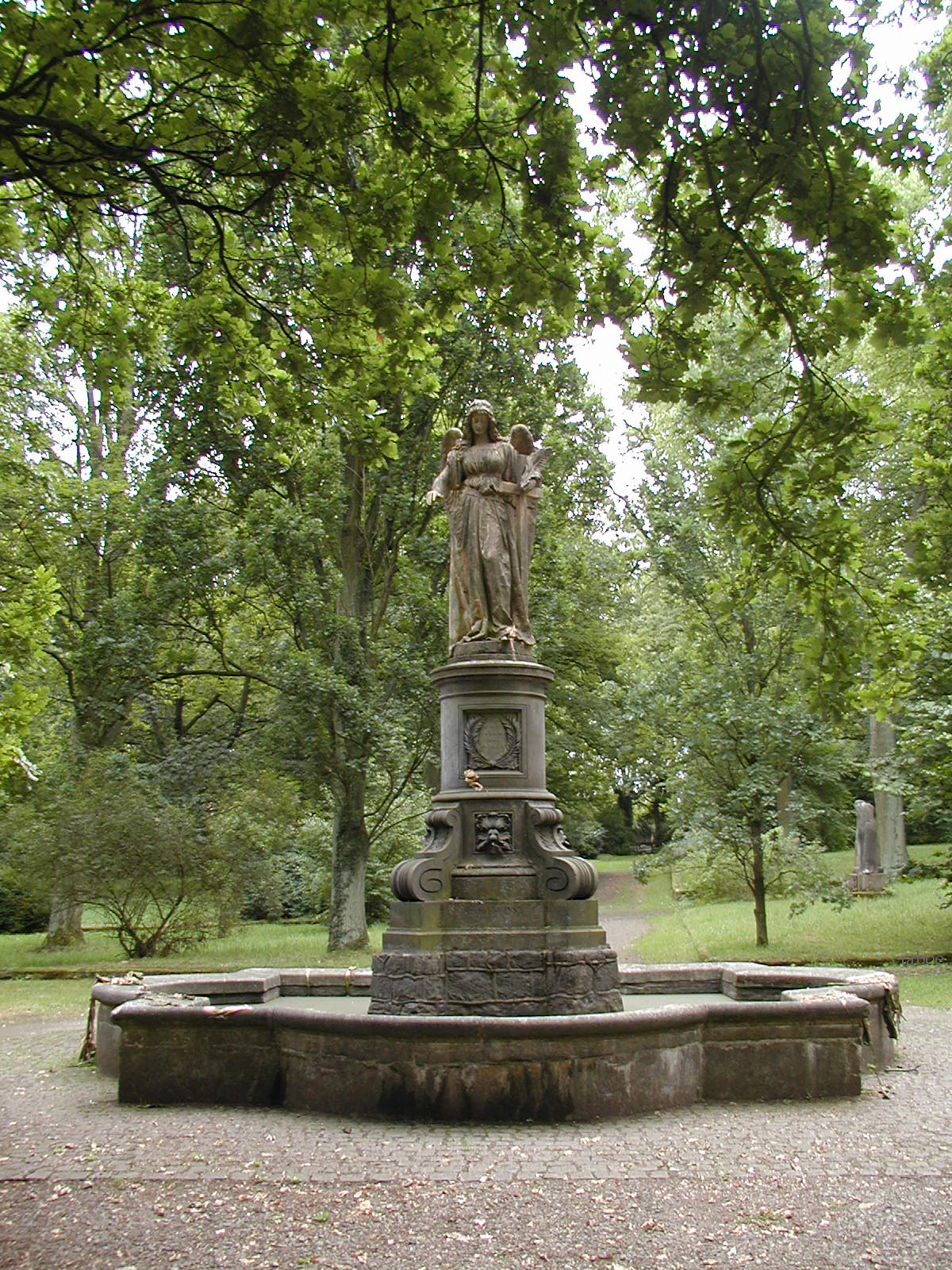
Die 1884 aufgestellte Brunnenanlage aus Sandstein auf dem Lindener Bergfriedhof

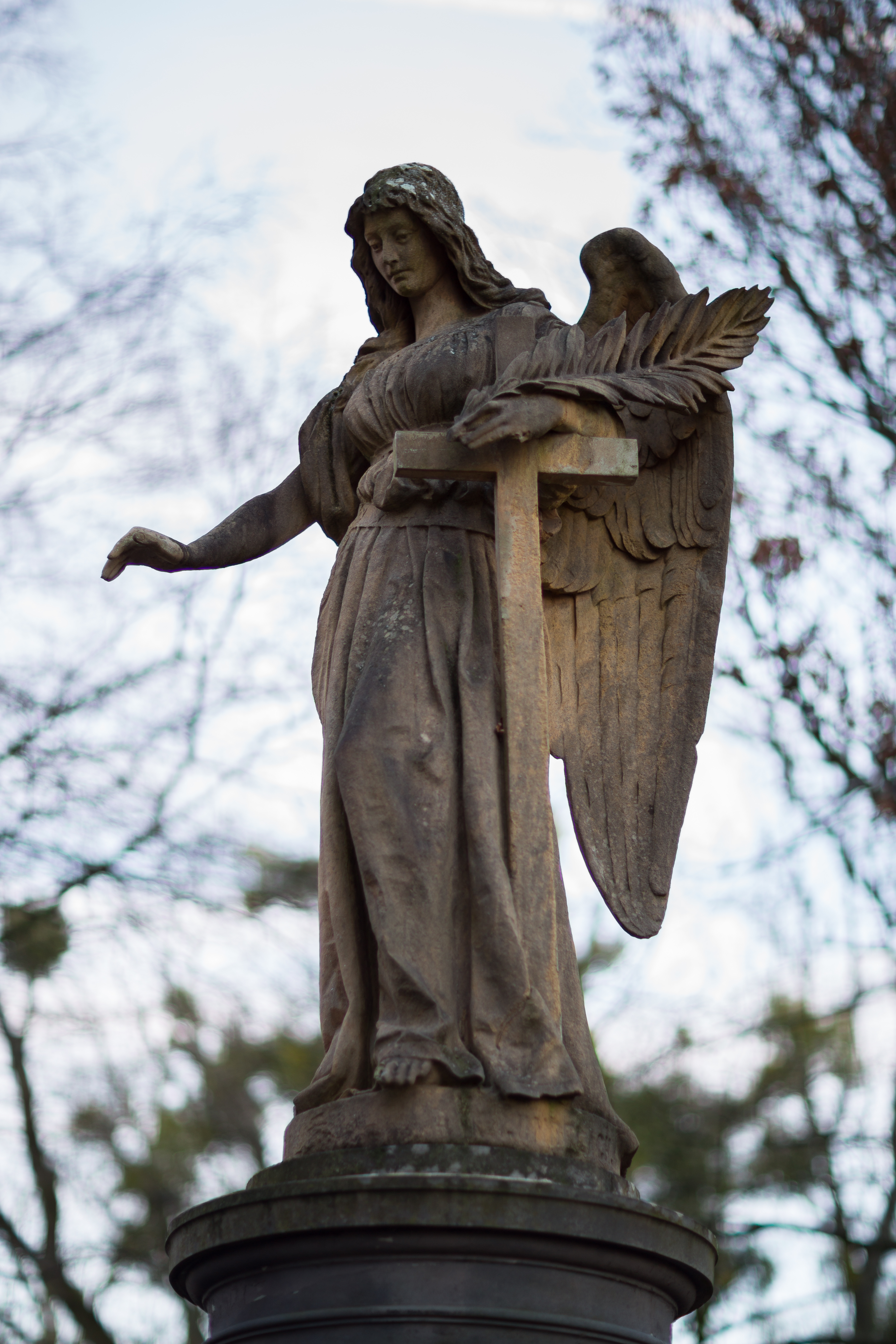
Der von Karl Gundelach geschaffene Friedensengel mit dem christlichen Kreuz

Der Friedensengel-Brunnen in Hannover ist die älteste als Kunstwerk angelegte Brunnenanlage der ehemals selbständigen Industriestadt Linden. Der denkmalgeschützte Brunnen findet sich in dem ältesten Bereich des 1862 angelegten (heute hannoverschen) Stadtteilfriedhofs Lindener Berg unter der Adresse Am Lindener Berge 44 im Stadtteil Linden-Mitte. Der Bildhauer Karl Gundelach schuf die 1884 auf dem Friedhof aufgestellte Anlage aus Sandstein mit einem den Frieden darstellenden Engel in der Mitte über dem Wasserbecken.